# Verbena lasiostachys
Verbena lasiostachys är en verbenaväxtart som beskrevs av Heinrich Friedrich Link. Verbena lasiostachys ingår i släktet verbenor, och familjen verbenaväxter.

## Underarter
Arten delas in i följande underarter:
- V. l. lasiostachys
- V. l. scabrida